# Flachaemus punctata
Flachaemus punctata är en insektsart som beskrevs av Synave 1956. Flachaemus punctata ingår i släktet Flachaemus och familjen kilstritar. Inga underarter finns listade i Catalogue of Life.